# Atilio Benedetti
Atilio Francisco Salvador Benedetti (Larroque, 1 de enero de 1955) es licenciado en bromatología, político y empresario argentino perteneciente a la Unión Cívica Radical. Desde el 5 de julio de 2023 se desempeña como Diputado Nacional por Entre Ríos tras la renuncia de Rogelio Frigerio para asumir la gobernación de la misma provincia. Anteriormente ejerció la diputación en dos ocasiones y fue director del Banco Nación durante la Presidencia de Mauricio Macri

## Biografía
Benedetti desarrolló sus estudios superiores en la Universidad Nacional de Entre Ríos, de la cual egresó como Licenciado en Bromatología en 1978.
También tuvo una intensa actividad gremial. Entre otras cosas fue presidente del Centro de Acopiadores de Granos de Entre Ríos, prosecretario de la Bolsa de Cereales de Buenos Aires y presidió el Consejo Empresario de Entre Ríos.
En el ámbito privado, fue presidente de la Bolsa de Comercio de Entre Ríos S.A. y presidente de Sociedad Entrerriana de Warrants S.A. Actualmente participa en diferentes empresas y preside Tierra Greda S.A.
Toda su vida estuvo ligado a la participación política, desde temprana edad integró la Juventud Radical de Larroque, que llegó a presidir. Fue concejal (1983-1987) e Intendente de Larroque (1995 y 1999), siempre en el marco de la UCR. Ocupó diferentes cargos provinciales y nacionales en la vida democrática del partido, llegando a presidir el Congreso Provincial y a ocupar la vicepresidencia del Comité Nacional Unión Cívica Radical.
Fue Diputado Nacional por la Provincia de Entre Ríos (2009-2013), Candidato a Gobernador en 2011 y candidato a Senador Nacional en 2013. Recientemente se desempeñó como Director del Banco de la Nación Argentina y actualmente es diputado nacional por Cambiemos y candidato a gobernador por el mismo sello.

### Actuación política
- 1972: Presidente de la Juventud Radical de Larroque
- 1983: Presidente del Comité Departamental Gualeguaychú de la UCR. Delegado por Entre Ríos a la Convención Nacional.
- 1983-1987: Concejal por la U.C.R. en la Municipalidad de Larroque.
- 1995-1999: Presidente Municipal de la Ciudad de Larroque.
- 1999-2003: Congresal Nacional Unión Cívica Radical.
- 2000-2002: Integrante Comité Provincial de la U.C.R.
- 2006-2008: Presidente del Congreso Provincial de la U.C.R.
- 2009-2013: Diputado Nacional por la Provincia de Entre Ríos del Acuerdo Cívico y Social.
- 2011: Candidato a Gobernador por la Provincia de Entre Ríos.
- 2011-2013: Vicepresidente del Comité Nacional Unión Cívica Radical.
- 2013: Candidato a Senador Nacional por la Provincia de Entre Ríos.
- 2013-2015: Miembro de la Mesa del Comité Nacional Unión Cívica Radical.
- 2017: Candidato a Diputado por la Provincia de Entre Ríos por Cambiemos.[1]
- 2018: Diputado por la Provincia de Entre Ríos por Cambiemos
- 2019: Candidato a Gobernador por la provincia de Entre Ríos por Cambiemos

### Actuación social-gremial
- 1983-1988: Presidente de la Comisión Directiva de la Escuela de Educación Especial Número 12, “Horizontes” Larroque- Entre Ríos
- 1986-1988: Consejero del Consejo Directivo de la Facultad de Bromatología (UNER) Gualeguaychú-Entre Ríos
- 1988-1990: Consejero Graduado del Consejo Superior de la Universidad Nacional de Entre Ríos.
- 1989-1991: Vocal del Centro de Acopiadores de Granos de Entre Ríos.
- 1991-1995: Presidente del Centro de Acopiadores de Granos de Entre Ríos.
- 1994-1996: Vocal de la Bolsa de Cereales de Entre Ríos.
- 1990-2000: Delegado titular por Entre Ríos en la Federación de Centros y Entidades Gremiales de Acopiadores de Cereales.
- 2000-2006: Presidente del Centro de Acopiadores de Granos de Entre Ríos.
- 2000-2006: Prosecretario de la Mesa Ejecutiva de la Federación de Centro y Entidades Gremiales de Acopiadores de Cereales.
- 2002-2006: Consejero de la Bolsa de Cereales de Buenos Aires.
- 2006-2010: Prosecretario de La Bolsa de Cereales de Buenos Aires.[cita requerida]
- 2008-2009: Presidente del Consejo Empresario de Entre Ríos.